# Хильчицы (Смоленская область)
Хильчицы — деревня в Краснинском районе Смоленской области России. Входит в состав Малеевского сельского поселения. Население — 43 жителя (2007 год). 
Расположена в западной части области в 9 км к юго-востоку от Красного, в 11 км южнее автодороги Р135 (Смоленск - Красный - Гусино), на берегу реки Лосвина. В 26 км северо-западнее деревни расположена железнодорожная станция Гусино на линии Москва — Минск. 

## История
В годы Великой Отечественной войны деревня была оккупирована гитлеровскими войсками в июле 1941 года, освобождена в сентябре 1943 года.